# روي كلارك (مغني)
روي لينوود كلارك (بالإنجليزية: Roy Clark)‏ (ولد في 15 أبريل 1933) هو مغني وموسيقي أمريكي. اشتهر باستضافته لبرنامج «هي هو» التلفزيوني الذي يعرض موسيقى الكانتري، وذلك من عام 1969 إلى 1992. وكان روي كلارك شخصية هامة ومؤثرة في عام موسيقى الكانتري، سواء بالأداء أو بمساهمته في نشر هذا الصنف.
خلال السبعينيات، حل كلارك مقدما معاونا مع جوني كارسون في برنامج ذا تونايت شو كما تمتع برنامجه «هي هو» بمتابعة 30 مليون مشاهد في البلاد. عرف كلارك بمهارته في العزف على الجيتار والبانجو، كما أجاد العزف على الغيتار الكلاسيكي وآلات أخرى. أصدر كلارك عدة أغاني ناجحة (مثل "Yesterday, When I Was Young" و "Thank God and Greyhound")، وكانت لمهارته في العزف تأثير على أجيال من موسيقيي البلوغراس والكانتري. وكان عضوا في غراند أول أوبري منذ عام 1987، وتم إدخاله في قاعة مشاهير موسيقى الريف في عام 2009.

## بدايات حياته
ولد كلارك في ميهيرين، وهو تجمع سكني غير مصنف في فيرجينيا. وترعرع في جزيرة ستاتن في مدينة نيويورك وعاش مراهقته في جنوب شرق واشنطن العاصمة حيث عمل والده في ساحة واشنطن البحرية. بدأ كلارك بعزف البانجو والإيتار والمندولين في سن الرابعة عشرة، وفاز بمسابقتي بانجو وطنيتين وهو في الخامسة عشرة وبطولات عالمية للبانجو والإيتار. كان كلارك يسعى في نفس الوقت لدخول مجال الرياضة، أولا كلاعب بيسبول ثم كملاكم، قبل أن يكرس نفسه للموسيقى. وقدم أول ظهور له على غراند أول أوبري في سن السابعة عشرة.
حصل كلارك على رخصة طيار في سن الثالثة والعشرين ثم اشترى طائرة بايبر تري-بيسر (N1132C) عام 1953، والتي طار بها لسنوات عديدة. تم بيع هذه الطائرة بالمزاد في 17 ديسمبر 2012، لصالح منظمة أجنحة الأمل الخيرية. امتلك كلارك طائرات أخرى، بما في ذلك ميتسوبيشي مو-2، ستيرمان بي تي-17  وميتسوبيشي مو-300 دايموند 1A بيزجيت.

## التلفاز
بحلول عام 1955، ظهر كلارك بشكل منتظم في برنامج جيمي دين التلفزيوني في واشنطن العاصمة. كان دين يقدر الالتزام بالمواعيد بين الموسيقيين في فرقته، وقام بفصل كلارك بسبب بطئه في العزف. تزوج كلارك من باربرا جويس روبارد في 31 أغسطس 1957. وفي عام 1960، ذهب كلارك إلى لاس فيغاس، حيث كان عازف الجيتار في فرقة بقيادة قائد فرقة السوينغ الغربي والكوميدي هانك بيني. وخلال أوائل الستينيات، انضم كلارك لفرقة مغنية الروكابيلي واندا جاكسون، خلال الفترة التي سبقت تحولها إلى موسيقى الكانتري.
تم وضع جوني كارسون ليستضيف ذا تونايت شو في أوائل الستينات، وطلب من كلارك أن تظهر في البرنامج، فقدمه أمام الجمهور الوطني للمرة الأولى. ظهر كلارك لاحقا على مسلسل بيفرلي هيلبيليز في شخصيتين متكررتين: رجل الأعمال روي هالسي، وميرتل والدة روي. كما ظهر على برنامج جاكي غليسون في حلقة مخصصة لموسيقى الكانتري. كما ظهر في حلقة من مسلسل The Odd Couple، حيث عزف مقطوعة «مالاغينيا».

## التسجيل
في عام 1963، وقع كلارك عقدا مع كابيتول ريكوردز ووصلت ثلاث من أغانيه المراتب العشرة الأوائل على قائمة بيلبورد. انتقل لاحقا إلى دوت ريكوردز وسجل أغاني ناجحة أخرى. ثم انتقل إلى أيه بي سي ريكوردز التي استحوذت على دوت، ثم إم سي أيه ريكوردز التي استحوذت على أيه بي سي.

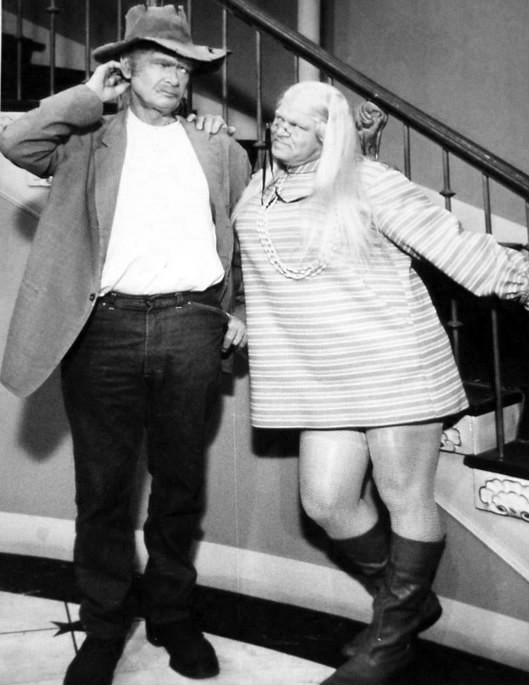
كلارك بدور "ميرتل هالسي" في بيفرلي هيلبيليز، 1968.

## هي هو
في منتصف الستينيات، اشترك كلارك مع باك أوينز في تقديم برنامج منوعات عن موسيقى الكانتري في نهار أيام الأسبوع على إن بي سي بعنوان "Swingin' Country"، والذي تم إلغاؤه بعد موسمين. في عام 1969، استضاف هو وأوينز برنامج هي هاو. تم إسقاط العرض من قبل تلفزيون سي بي اس في عام 1971، ولكن عاد البرنامج للتلفزيون واستمر عرضه لواحد وعشرين عاما. في عام 1983، افتتح مسرح روي كلارك للمشاهير في برانسون، ميزوري، وأصبح أول نجم كانتري يملك مكانا خاصا به هناك، وبدأ منها تحول برانسون إلى مركز لعروض الموسيقى الحية. وغنى العديد من المشاهير في برانسون عروضهم الأولى على مسرح روي كلارك.
ظل كلارك يغني في برانسون خلال الثمانينات والتسعينات. وقد باع المكان منذ ذلك الحين (يملكه الآن الأخوة هيوز وأعيدت تسميته باسم مسرح هيوز أميريكان فاميلي) وعاد إلى الجولات الموسيقية بجدول خفيف إلى حد ما.
بالإضافة إلى مهاراته الموسيقية، فكثيرا ما عرض كلارك مواهبه كفنان كوميدي وممثل. ومثل في العديد من المقاطع الكوميدية على هي هاو. أصدر كلارك عدة ألبومات تضمنت عروضه الكوميدية، ولقيت نجاحا متفاوتا بين الجمهور النقاد.

## الرعايات
رعى كلارك عدة شركات لصنع الإيتار مثل موسرايت وغريتش خلال مسيرته الفنية. وهو يرعى حاليا شركة هيريتاج غيتارز التي تصنع نموذج روي كلارك.  في 22 أغسطس 1987، أصبح كلارك عضوا في غراند أول أوبري. وهو يقيم حفلة سنوية في جامعة لونجوود في فارمفيل، فرجينيا، وتذهب عائداتها إلى تمويل المنح الدراسية للموسيقيين الطموحين.

## الحياة الشخصية
كلارك متزوج من باربرا منذ عام 1957 وأنجبا أربعة أطفال.
عاش كلارك لسنوات عديدة في مدينة تولسا، أوكلاهوما. تمت تسمية مدرسة ابتدائية عليه في منطقة تولسا تكريما له في عام 1978. طلب ميكي مانتل (وهو من مواطني أوكلاهوما أيضا) من كلارك ليغني أغنية "Yesterday When I Was Young" في جنازته (وهو ما فعله كلارك في عام 1995).

## المنشورات
نشرت كلارك سيرته الذاتية، «حياتي رغما عن نفسي»، في عام 1994.

## التكريمات
في 17 مايو 2009، تم إدخال كلارك في قاعة مشاهير موسيقى الريف مع باربرا ماندريل وتشارلي ماكوي. في 23 سبتمبر 2010، غنى كلارك «بارك الرب أمريكا» خلال الدورة السابعة في ملعب دودجر في المباراة بين لوس أنجلس دودجرز ضد سان دييغو بادريس. كما تم تكريمه من قبل مجلس نواب أوكلاهوما في 12 أبريل 2011. وتم تكريمه من قبل قاعة مشاهير موسيقى أوكلاهوما وسفير أوكلاهوما الموسيقي للأطفال وقدم مع ثناء من قبل حاكمة أوكلاهوما ماري فالين.

## كتب
- Clark، Roy؛ Eliot، Marc (1994). My Life in Spite of Myself. Simon & Schuster. ISBN:978-0-671-86434-7.

## جوائز
- 1970 – جوائز جمعية موسيقى الكانتري (CMA) - كوميدي السنة
- 1972 - جوائز أكاديمية موسيقى الكانتري (ACM) - فنان السنة
- 1973 - ACM - فنان السنة
- 1973 - CMA - فنان السنة
- 1975 - CMA - أفضل مجموعة موسيقية في السنة (مع باك ترينت)
- 1976 - CMA - أفضل مجموعة موسيقية في السنة (مع باك ترينت)
- 1977 - CMA - أفضل فنان موسيقي في السنة
- 1978 - CMA - أفضل فنان موسيقي في السنة
- 1980 - CMA - أفضل فنان موسيقي في السنة
- 1982 – جائزة غرامي لأفضل أداء موسيقي لموسيقى الكانتري عن تسجيله لأغنية Alabama Jubilee

## وصلات خارجية
- at the Grand Ole Opry
- Roy Clark Elementary School
- Voices of Oklahoma interview with Roy Clark. First person interview conducted on August 15, 2011, with Roy Clark.
- روي كلارك على موقع IMDb (الإنجليزية)
- روي كلارك على موقع ميوزك برينز (الإنجليزية)
- روي كلارك على موقع إن إن دي بي (الإنجليزية)
- روي كلارك على موقع ديسكوغز (الإنجليزية)
- روي كلارك على موقع قاعدة بيانات الفيلم (الإنجليزية)